# Alberto Marvelli
O Beato Alberto Marvelli (21 de março de 1918 - 5 de outubro de 1946) foi um católico romano italiano e membro do movimento da Ação Católica. Ele se tornou conhecido por sua defesa dos pobres e pela abnegação durante a Segunda Guerra Mundial ao cuidar dos sem-teto e feridos, apesar dos devastadores ataques aéreos, enquanto se colocava em risco ao fazê-lo. Marvelli também salvou inúmeras pessoas da deportação, pois ele as libertaria dos vagões lacrados antes que o trem partisse. Marvelli também era um defensor ativo da justiça social e era conhecido por fornecer seus próprios bens aos pobres e sem-teto, ainda mais durante os rigorosos períodos de inverno. Ele serviu como vereador por algum tempo após a guerra e ajudou nos esforços de restauração, embora tenha morrido antes de uma eleição como candidato democrata-cristão em um acidente.
A reputação de santidade e fé de Marvelli levou à introdução da causa de sua beatificação e o Papa João Paulo II beatificou Marvelli em 2004 em Loreto.

## Vida
Alberto Marvelli nasceu em 21 de março de 1918 em Ferrara como o segundo de seis filhos de Luigi Marvelli (que trabalhava em um banco) e Maria Mayr.
Em sua infância, ele era conhecido por ser um indivíduo atencioso e reservado, embora com uma disposição entusiástica para ajudar outras pessoas. Sua mãe - que se dedicava à caridade - exerceu uma influência especial em sua formação religiosa e freqüentemente convidava os pobres para sua casa. Mais tarde, os Marvelli se mudaram para Rimini em junho de 1930. Em Rimini frequentou a escola do oratório salesiano e esteve envolvido com o grupo da Ação Católica da sua paróquia desde os 12 anos. Um amigo de infância dele era o cineasta Federico Fellini; ele amava todos os tipos de esportes e tinha um amor especial por andar de bicicleta. O pai de Marvelli morreu em 7 de março de 1933, o que foi inesperado e deixou Maria para cuidar de seus filhos. Alguns meses depois, em outubro, ele começou a escrever um diário espiritual. Em 1936 - aos dezoito anos - Marvelli foi eleito presidente da seção italiana do movimento Ação Católica. Ele continuou seus estudos no colégio de Bolonha, onde se formou em junho de 1941 em engenharia e começou a trabalhar na Fiat em Torino. Ele partiu logo depois para servir nas forças armadas em Trieste, mas foi dispensado depois de alguns meses porque dois de seus irmãos estavam em serviço. Não muito depois disso, ele começou a lecionar em uma escola secundária.
Durante a Segunda Guerra Mundial, ele continuou a servir aos pobres com grande risco pessoal e risco para si mesmo. Os Marvelli foram forçados a se mudar para Vergiano - sete quilômetros de Rimini - por causa dos ataques aéreos devastadores. Apesar do risco para sua própria vida, ele iria - após cada bombardeio - voltar para Rimini para ajudar os feridos e os desabrigados. Ele é conhecido por ter dado até mesmo sua bicicleta e os sapatos de seus pés para os mais necessitados. Ele também distribuiu comida para eles, bem como colchões e cobertores para seu conforto. Durante a ocupação alemã, salvou inúmeras pessoas da deportação para os campos de concentração e libertou-as das carruagens lacradas dos comboios que se preparavam para sair da estação de Santarcangelo.
Assim que a guerra terminou, as autoridades provisórias confiaram a Marvelli a tarefa de alocar habitações e ele provou ser um administrador capaz, ao ser nomeado para o conselho municipal alguns meses depois. Ele abriu um refeitório para os pobres, onde ele mesmo serviu e como co-fundador da Ação Católica dos Trabalhadores Italianos formou uma cooperativa para trabalhadores da construção. Ele concordou em concorrer às eleições como candidato dos democratas-cristãos nessa época, mas morreu antes das eleições; as pessoas ainda votaram nele, embora sua mãe tenha tomado seu lugar nesta aventura. Em 1945 ingressou na "Società Operaia" de Luigi Gedda.
Marvelli foi morto na noite de 5 de outubro de 1946, quando uma van pertencente às forças armadas o atingiu em uma estrada escura enquanto ele viajava de bicicleta para uma assembleia de voto para uma reunião eleitoral. Seus restos mortais agora repousam na Igreja de Santo Agostinho em Rimini em um túmulo decorado. Seus restos mortais estão lá desde 1º de março de 1968. O então Prelado de Loreto Angelo Comastri falou à Rádio Vaticano e disse que "alguém pode estar na política e ser um santo", como demonstra a vida de Marvelli, ao mesmo tempo que destacou que ele "deixou um sinal de limpeza" que muitas vezes não é visto no setor político.

## Beatificação
A causa de beatificação de Marvelli começou sob o Papa Paulo VI em 16 de janeiro de 1975, depois que a Congregação para as Causas dos Santos emitiu o édito oficial " nihil obstat " (nada contra a causa) e intitulou Marvelli como um Servo de Deus. O processo condicional de investigação foi detido em Rimini de 13 de julho de 1975 até o seu encerramento bem-sucedido em 17 de agosto de 1976, enquanto a CCS validou a investigação em 29 de maio de 1981 em Roma. A postulação (funcionários responsáveis pela causa) compilou e submeteu o dossier Positio ao CCS para avaliação em 1983, tendo os teólogos a sua aprovação a 23 de Outubro de 1985 e a própria CCS a aprová-lo também a 4 de Fevereiro de 1986. Marvelli foi declarada Venerável em 22 de março de 1986, depois que o Papa João Paulo II confirmou que Marvelli tinha vivido uma vida de virtude heroica exemplar.
O milagre de sua beatificação foi investigado na arquidiocese de Bolonha, em um tribunal que o cardeal Giacomo Biffi abriu e fechou; a CCS validou a investigação em Roma em 23 de janeiro de 1998, enquanto médicos especialistas aprovaram a cura como um milagre em 14 de novembro de 2002. Os teólogos concordaram com esta decisão em 4 de março de 2003, assim como os membros da CCS em 20 de maio de 2003. João Paulo II emitiu parecer favorável final necessário para o milagre em 7 de julho de 2003 e beatificou Marvelli em Loreto em 5 de setembro de 2004.
O milagre que levou à sua beatificação foi a cura de uma hérnia agressiva de um médico de Bolonha, em agosto de 1991, chamado Tito Malfatti. 250 000 pessoas assistiram à celebração da beatificação.
O atual postulador da causa é o padre redentorista Antonio Marazzo e o atual vice-postulador é Dom Fausto Lanfranchi.